# Camptomyia sajanorum
Camptomyia sajanorum är en tvåvingeart som beskrevs av Boris Mamaev och Zaitzev 1998. Camptomyia sajanorum ingår i släktet Camptomyia och familjen gallmyggor. Inga underarter finns listade i Catalogue of Life.